# Zvířecí sexuální chování

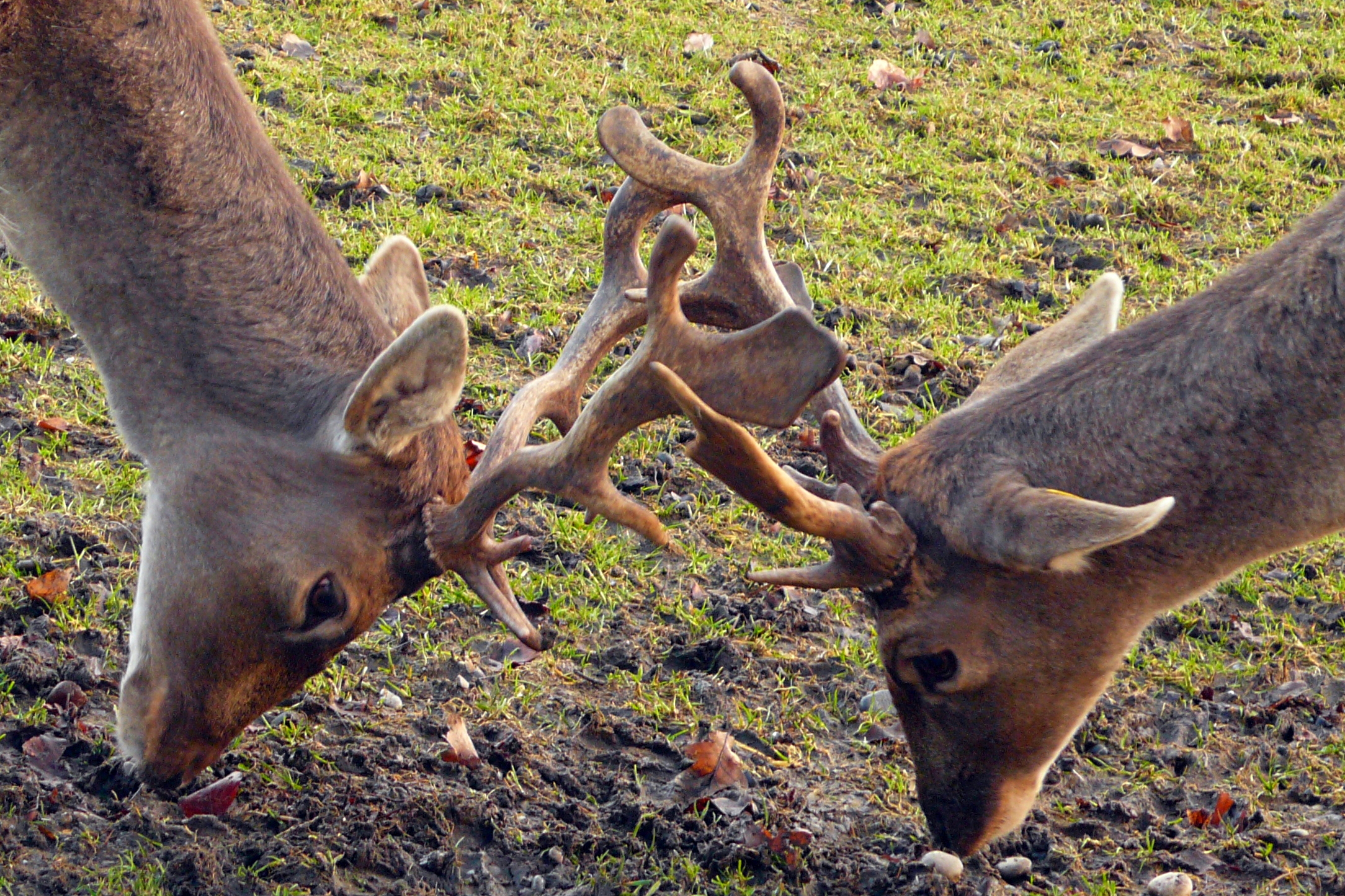
Jeleni bojující o samice (laně) – běžné sexuální chování

Zvířecím sexuálním chováním se rozumí sexuální aktivita zvířat. Má mnoho různých forem, a to i v rámci jednoho druhu. Mezi běžné kopulační a reprodukčně motivované systémy patří monogamie, polygynie, polyandrie, polygamie či promiskuita. Jiné sexuální chování zvířat lze dělit na reprodukčně motivované (např. sex kvůli nátlaku či situační sexuální chování) nebo nereprodukčně motivované (např. mezidruhová sexualita, sexuální vzrušení z předmětů nebo míst, sex s mrtvými zvířaty, homosexuální chování a bisexuální chování).
Když je zvířecí sexuální chování reprodukčně motivováno, nazývá se pářením; u většiny nelidských savců dochází ke kopulaci v době říje, což zvyšuje šance na oplodnění. Některé sexuální chování zvířat zahrnuje soutěžení, někdy i boje, častěji mezi samci. Samice si často vybírají takové samce, kteří se jeví jako silní a schopni se chránit. Samec, který zvítězí v boji, může mít také šanci spojit se s větším počtem samic, a tak předat své geny svým potomkům.
V minulosti se věřilo, že pouze lidé a malý počet jiných druhů prováděli sexuální akty pro účely jiné než reprodukční a že sexualita zvířat byla instinktivní a jednalo se o jednoduché chování stimul-reakce. Kromě homosexuálního chování však řada druhů masturbuje a k tomu jim mohou sloužit i některé nástroje. Reprodukční i nereprodukční chování může souviset s projevy dominance nad jiným zvířetem nebo s přežitím ve stresující situaci (jako je sex v důsledku nátlaku).